# Польща на зимових Олімпійських іграх 2018
Польща на зимових Олімпійських іграх 2018, що проходили з 9 по 25 лютого 2018 у Пхьончхані (Південна Корея), була представлена 62 спортсменами в 12 видах спорту. Прапороносцем на церемонії відкриття Олімпіади став ковзаняр Збігнєв Брудка. Польські спортсмени завоювали одну золоту та одну бронзову медалі (обидві у стрибках з трампліна). Збірна Польщі зайняла 20-е неофіційне загальнокомандне місце.

## Медалісти
| Медалі | Спортсмени                                        | Вид спорту          | Дисципліна                                         | Дата      |
| ------ | ------------------------------------------------- | ------------------- | -------------------------------------------------- | --------- |
| Золото | Каміль Стох                                       | Стрибки з трампліна | великий трамплін (чоловіки)                        | 17 лютого |
| Бронза | Мацей Кот Стефан Гуля Давид Кубацький Каміль Стох | Стрибки з трампліна | командні змагання на великому трампліні (чоловіки) | 19 лютого |

## Спортсмени
| Вид спорту          | Чоловіки | Жінки | Всього |
| ------------------- | -------- | ----- | ------ |
| Біатлон             | 2        | 5     | 7      |
| Бобслей             | 4        | 0     | 4      |
| Гірськолижний спорт | 2        | 1     | 3      |
| Ковзанярський спорт | 8        | 6     | 14     |
| Лижне двоборство    | 4        | 0     | 4      |
| Лижні перегони      | 3        | 4     | 7      |
| Сноубординг         | 2        | 4     | 6      |
| Санний спорт        | 4        | 2     | 6      |
| Стрибки з трампліна | 5        | 0     | 5      |
| Фігурне катання     | 1        | 1     | 2      |
| Фристайл            | 0        | 1     | 1      |
| Шорт-трек           | 1        | 2     | 3      |
| Усього              | 36       | 26    | 62     |

## Біатлон
| Спортсмен                                                            | Дисципліна                        | Час       | Хиби        | Місце |
| -------------------------------------------------------------------- | --------------------------------- | --------- | ----------- | ----- |
| Гжегож Гузік                                                         | спринт, чоловіки                  | 25:52.2   | 2 (0+2)     | 59    |
| Гжегож Гузік                                                         | перегони переслідування, чоловіки | 39:07.3   | 6 (2+1+2+1) | 56    |
| Гжегож Гузік                                                         | індивідуальні перегони, чоловіки  | 51:51.8   | 2 (0+0+1+1) | 33    |
| Анджей Недза-Кубінець                                                | спринт, чоловіки                  | 25:59.2   | 2 (2+0)     | 67    |
| Анджей Недза-Кубінець                                                | індивідуальні перегони, чоловіки  | 55:39.9   | 5 (2+1+1+1) | 79    |
| Магдалена Гвіздонь                                                   | спринт, жінки                     | 23:35.7   | 3 (0+3)     | 56    |
| Магдалена Гвіздонь                                                   | перегони переслідування, жінки    | 36:07.0   | 5 (1+2+2+0) | 49    |
| Магдалена Гвіздонь                                                   | індивідуальні перегони, жінки     | 51:49.7   | 8 (1+2+3+2) | 83    |
| Христина Гузик                                                       | спринт, жінки                     | 22:43.3   | 1 (1+0)     | 28    |
| Христина Гузик                                                       | перегони переслідування, жінки    | 34:24.3   | 4 (1+1+1+1) | 36    |
| Христина Гузик                                                       | індивідуальні перегони, жінки     | 46:49.5   | 4 (1+0+2+1) | 52    |
| Моніка Гойніш                                                        | спринт, жінки                     | 23:20.6   | 3 (1+2)     | 45    |
| Моніка Гойніш                                                        | перегони переслідування, жінки    | 35:05.6   | 4 (1+1+2+0) | 43    |
| Моніка Гойніш                                                        | індивідуальні перегони, жінки     | 43:02.0   | 1 (0+1+0+0) | 6     |
| Моніка Гойніш                                                        | мас-старт, жінки                  | 36:59.2   | 0 (0+0+0+0) | 15    |
| Вероніка Новаковська                                                 | спринт, жінки                     | 23:03.2   | 2 (1+1)     | 34    |
| Вероніка Новаковська                                                 | перегони переслідування, жінки    | 33:46.2   | 2 (0+1+1+0) | 30    |
| Вероніка Новаковська                                                 | індивідуальні перегони, жінки     | 44:34.6   | 2 (0+0+0+2) | 21    |
| Христина Гузик Магдалена Гвіздонь Моніка Гойніш Вероніка Новаковська | естафета, жінки                   | 1:12:47.0 | 15 (8+7)    | 7     |
| Христина Гузик Анджей Недза-Кубінець Магдалена Гвіздонь Каміла Жук   | змішана естафета                  | 1:12:17.9 | 8 (4+4)     | 16    |

## Бобслей
| Спортсмени                                                       | Дисципліна | Заїзд 1 | Заїзд 1 | Заїзд 2 | Заїзд 2 | Заїзд 3 | Заїзд 3 | Заїзд 4    | Заїзд 4    | Разом   | Разом |
| Спортсмени                                                       | Дисципліна | Час     | Місце   | Час     | Місце   | Час     | Місце   | Час        | Місце      | Час     | Місце |
| ---------------------------------------------------------------- | ---------- | ------- | ------- | ------- | ------- | ------- | ------- | ---------- | ---------- | ------- | ----- |
| Матеуш Лютий * Кшиштоф Тилковський                               | двійки     | 49.87   | 21      | 50.10   | 23      | 49.92   | 24      | Eliminated | Eliminated | 2:29.89 | 24    |
| Матеуш Лютий * Гжегож Коссаковський Лукаш Медзик Арнольд Здеб'як | четвірки   | 49.04   | 7       | 49.59   | 18      | 49.46   | 12      | 49.80      | 17         | 3:17.89 | 13    |

## Гірськолижний спорт
| Спортсмен                | Дисципліна                 | 1-й спуск | 1-й спуск | 2-й спуск    | 2-й спуск    | Сума         | Сума         |
| Спортсмен                | Дисципліна                 | Час       | Місце     | Час          | Місце        | Час          | Місце        |
| ------------------------ | -------------------------- | --------- | --------- | ------------ | ------------ | ------------ | ------------ |
| Міхал Ясічек             | слалом, чоловіки           | 51.64     | 30        | не фінішував | не фінішував | не фінішував | не фінішував |
| Міхал Клусак             | швидкісний спуск, чоловіки | Н/Д       | Н/Д       | Н/Д          | Н/Д          | 1:45.42      | 42           |
| Міхал Клусак             | супергігант, чоловіки      | Н/Д       | Н/Д       | Н/Д          | Н/Д          | не фінішував | не фінішував |
| Міхал Клусак             | комбінація, чоловіки       | 1:22.64   | 46        | не фінішував | не фінішував | не фінішував | не фінішував |
| Марина Гонсеніца-Даніель | швидкісний спуск, жінки    | Н/Д       | Н/Д       | Н/Д          | Н/Д          | 1:43.30      | 24           |
| Марина Гонсеніца-Даніель | супергігант, жінки         | Н/Д       | Н/Д       | Н/Д          | Н/Д          | 1:23.21      | 26           |
| Марина Гонсеніца-Даніель | гігантський слалом, жінки  | 1:13.89   | 24        | 1:11.80      | 28           | 2:25.69      | 27           |
| Марина Гонсеніца-Даніель | комбінація, жінки          | 1:44.35   | 19        | 42.84        | 13           | 2:27.19      | 16           |

## Ковзанярський спорт
| Спортсмен               | Дисципліна       | Фінал    | Фінал |
| Спортсмен               | Дисципліна       | Час      | Місце |
| ----------------------- | ---------------- | -------- | ----- |
| Збігнєв Брудка          | 1500 м, чоловіки | 1:46.31  | 12    |
| Себастьян Клосинський   | 1000 м, чоловіки | 1:09.59  | 17    |
| Пьотр Міхальський       | 500 м, чоловіки  | 35.64    | 33    |
| Пьотр Міхальський       | 1000 м, чоловіки | 1:10.17  | 31    |
| Конрад Недзведзький     | 1000 м, чоловіки | 1:10.026 | 23    |
| Конрад Недзведзький     | 1500 м, чоловіки | 1:47.07  | 20    |
| Артур Ногаль            | 500 м, чоловіки  | 58.71    | 36    |
| Ян Шиманський           | 1500 м, чоловіки | 1:46.48  | 16    |
| Артур Вас               | 500 м, чоловіки  | 35.02    | 13    |
| Адріан Вельгат          | 5000 м, чоловіки | 6:31.71  | 22    |
| Катажина Бахледа-Цурусь | 1500 м, жінки    | 1:58.53  | 13    |
| Катажина Бахледа-Цурусь | 3000 м, жінки    | 4:12.57  | 17    |
| Кароліна Босєк          | 1000 м, жінки    | 1:18.53  | 29    |
| Кароліна Босєк          | 3000 м, жінки    | 4:12.44  | 16    |
| Наталія Червонка        | 1000 м, жінки    | 1:15.77  | 12    |
| Наталія Червонка        | 1500 м, жінки    | 1:57.85  | 9     |
| Луїза Злотковська       | 1500 м, жінки    | 1:58.99  | 17    |
| Луїза Злотковська       | 3000 м, жінки    | 4:09.69  | 14    |
| Кая Зьомек              | 500 м, жінки     | 39.26    | 25    |

Масстарт
| Спортсмен           | Дисципліна          | Півфінал | Півфінал | Півфінал | Фінал      | Фінал      | Фінал      |
| Спортсмен           | Дисципліна          | Бали     | Час      | Місце    | Бали       | Час        | Місце      |
| ------------------- | ------------------- | -------- | -------- | -------- | ---------- | ---------- | ---------- |
| Конрад Недзведзький | Масстарт (чоловіки) | 1        | 8:24.73  | 10       | не пройшов | не пройшов | не пройшов |
| Магдалена Чищонь    | Масстарт (жінки)    | 0        | 8:56.66  | 11       | не пройшла | не пройшла | не пройшла |
| Луїза Злотковська   | Масстарт (жінки)    | 3        | 9:08.41  | 8 Q      | 1          | 8:47.34    | 9          |

Командні перегони переслідування
| Спортсменки                                                               | Дисципліна                               | Чвертьфінал         | Чвертьфінал | Півфінал     | Півфінал   | Фінал                                  | Фінал |
| Спортсменки                                                               | Дисципліна                               | Суперник Час        | Місце       | Суперник Час | Місце      | Суперник Час                           | Місце |
| ------------------------------------------------------------------------- | ---------------------------------------- | ------------------- | ----------- | ------------ | ---------- | -------------------------------------- | ----- |
| Катажина Бахледа-Цурусь Кароліна Босєк Наталія Червонка Луїза Злотковська | Командні перегони переслідування (жінки) | США (USA) L 3:04.80 | 8           | не пройшли   | не пройшли | Final D Південна Корея (KOR) W 3:03.11 | 7     |

## Лижне двоборство
| Спортсмен                                             | Дисципліна                        | Стрибки з трампліна | Стрибки з трампліна | Стрибки з трампліна | Лижні перегони | Лижні перегони | Загалом        | Загалом        |
| Спортсмен                                             | Дисципліна                        | Відстань            | Бали                | Місце               | Час            | Місце          | Час            | Місце          |
| ----------------------------------------------------- | --------------------------------- | ------------------- | ------------------- | ------------------- | -------------- | -------------- | -------------- | -------------- |
| Адам Цеслар                                           | Нормальний трамплін/10 км         | 81.0                | 68.7                | 44                  | 25:30.7        | 39             | 29:38.7        | 42             |
| Адам Цеслар                                           | Великий трамплін/10 км            | 119.0               | 89.8                | 33                  | 24:07.4        | 21             | 27:23.4        | 33             |
| Щепан Купчак                                          | Нормальний трамплін/10 км         | 97.0                | 96.8                | 20                  | 26:47.6        | 45             | 29:02.6        | 39             |
| Щепан Купчак                                          | Великий трамплін/10 км            | 129.0               | 122.1               | 12                  | 25:34.3        | 42             | 26:41.3        | 25             |
| Войцех Марусаж                                        | Нормальний трамплін/10 км         | 79.5                | 61.3                | 45                  | 26:50.5        | 46             | 31:27.5        | 47             |
| Войцех Марусаж                                        | Великий трамплін/10 км            | 114.0               | 82.3                | 39                  | Did not finish | Did not finish | Did not finish | Did not finish |
| Павел Словьок                                         | Нормальний трамплін/10 км         | 92.5                | 88.3                | 32                  | 24:37.6        | 12             | 27:26.6        | 22             |
| Павел Словьок                                         | Великий трамплін/10 км            | 119.5               | 93.2                | 32                  | 24:13.3        | 25             | 27:16.3        | 29             |
| Адам Цеслар Щепан Купчак Войцех Марусаж Павел Словьок | командний великий трамплін/4×5 км | 472.5               | 337.2               | 8                   | 48:28.8        | 10             | 51:24.8        | 9              |

## Лижні перегони
| Спортсмен                                                         | Дисципліна                     | Класичний стиль | Класичний стиль | Вільний стиль | Вільний стиль | Фінал     | Фінал       | Фінал |
| Спортсмен                                                         | Дисципліна                     | Час             | Місце           | Час           | Місце         | Час       | Відставання | Місце |
| ----------------------------------------------------------------- | ------------------------------ | --------------- | --------------- | ------------- | ------------- | --------- | ----------- | ----- |
| Домінік Бурий                                                     | 15 км вільним стилем, чоловіки | Н/Д             | Н/Д             | Н/Д           | Н/Д           | 36:11.1   | +2:27.2     | 33    |
| Домінік Бурий                                                     | 30 км скіатлон, чоловіки       | 21:38.9         | 59              | 38:44.4       | 51            | 1:23:20.3 | +7:00.3     | 52    |
| Каміл Бурий                                                       | 15 км вільним стилем, чоловіки | Н/Д             | Н/Д             | Н/Д           | Н/Д           | 38:38.7   | +4:54.8     | 78    |
| Мацей Старенґа                                                    | 15 км вільним стилем, чоловіки | Н/Д             | Н/Д             | Н/Д           | Н/Д           | 38:58.9   | +5:15.0     | 82    |
| Мартина Галевич                                                   | 10 км вільним стилем (жінки)   | Н/Д             | Н/Д             | Н/Д           | Н/Д           | 29:23.3   | +4:22.8     | 64    |
| Мартина Галевич                                                   | 15 км скіатлон (жінки)         | 24:06.4         | 42              | 20:44.9       | 34            | 44:51.3   | +4:06.4     | 41    |
| Сильвія Яськовець                                                 | 10 км вільним стилем (жінки)   | Н/Д             | Н/Д             | Н/Д           | Н/Д           | 27:21.5   | +2:21.0     | 24    |
| Сильвія Яськовець                                                 | 15 км скіатлон (жінки)         | 23:22.5         | 31              | 20:33.8       | 29            | 43:56.3   | +3:11.4     | 30    |
| Юстина Ковальчик                                                  | 15 км скіатлон (жінки)         | 22:01.1         | 13              | 20:29.7       | 25            | 42:30.8   | +1:45.9     | 17    |
| Юстина Ковальчик                                                  | 30 км класичним стилем (жінки) | Н/Д             | Н/Д             | Н/Д           | Н/Д           | 1:27:21.8 | +5:04.2     | 14    |
| Евеліна Марціш                                                    | 10 км вільним стилем (жінки)   | Н/Д             | Н/Д             | Н/Д           | Н/Д           | 28:10.0   | +3:09.5     | 42    |
| Евеліна Марціш                                                    | 15 км скіатлон (жінки)         | 23:21.9         | 30              | 20:34.8       | 30            | 43:56.7   | +3:11.8     | 31    |
| Мартина Галевич Сильвія Яськовець Юстина Ковальчик Евеліна Марціш | естафета 4×5 км (жінки)        | Н/Д             | Н/Д             | Н/Д           | Н/Д           | 54:30.9   | +3:06.6     | 10    |

Спринт
| Спортсмен                          | Дисципліна                  | Кваліфікація | Кваліфікація | Чвертьфінал | Чвертьфінал | Півфінал   | Півфінал   | Фінал      | Фінал      |
| Спортсмен                          | Дисципліна                  | Час          | Місце        | Час         | Місце       | Час        | Місце      | Час        | Місце      |
| ---------------------------------- | --------------------------- | ------------ | ------------ | ----------- | ----------- | ---------- | ---------- | ---------- | ---------- |
| Каміл Бурий                        | спринт (чоловіки)           | 3:17.15      | 28 Q         | 3:25.79     | 6           | не пройшов | не пройшов | не пройшов | не пройшов |
| Мацей Старенґа                     | спринт (чоловіки)           | 3:19.42      | 38           | не пройшов  | не пройшов  | не пройшов | не пройшов | не пройшов | не пройшов |
| Каміл Бурий Мацей Старенґа         | командний спринт (чоловіки) | Н/Д          | Н/Д          | Н/Д         | Н/Д         | 16:21.83   | 7          | не пройшли | не пройшли |
| Сильвія Яськовець                  | спринт (жінки)              | 3:27.94      | 37           | не пройшла  | не пройшла  | не пройшла | не пройшла | не пройшла | не пройшла |
| Юстина Ковальчик                   | спринт (жінки)              | 3:20.00      | 22 Q         | 3:17.47     | 5           | не пройшла | не пройшла | не пройшла | не пройшла |
| Евеліна Марціш                     | спринт (жінки)              | 3:28.11      | 38           | не пройшла  | не пройшла  | не пройшла | не пройшла | не пройшла | не пройшла |
| Сильвія Яськовець Юстина Ковальчик | командний спринт (жінки)    | Н/Д          | Н/Д          | Н/Д         | Н/Д         | 16:35.19   | 5 q        | 16:32.48   | 7          |

## Санний спорт
| Спортсмен                            | Дисципліна                | 1-й заїзд | 1-й заїзд | 2-й заїзд | 2-й заїзд | 3-й заїзд | 3-й заїзд | 4-й заїзд  | 4-й заїзд  | Сума     | Сума  |
| Спортсмен                            | Дисципліна                | Час       | Місце     | Час       | Місце     | Час       | Місце     | Час        | Місце      | Час      | Місце |
| ------------------------------------ | ------------------------- | --------- | --------- | --------- | --------- | --------- | --------- | ---------- | ---------- | -------- | ----- |
| Мацей Куровський                     | одномісні сани (чоловіки) | 48.103    | 18        | 48.467    | 24        | 48.158    | 22        | 47.885     | 16         | 3:12.613 | 19    |
| Матеуш Сочович                       | одномісні сани (чоловіки) | 49.047    | 26        | 48.203    | 19        | 48.930    | 31        | Eliminated | Eliminated | 2:26.180 | 27    |
| Войцех Хмілевський Якуб Ковалевський | двомісні сани, чоловіки   | 46.609    | 13        | 46.478    | 14        | Н/Д       | Н/Д       | Н/Д        | Н/Д        | 1:33.087 | 12    |
| Єва Кульс-Кусик                      | одномісні сани (жінки)    | 47.037    | 20        | 46.933    | 22        | 47.212    | 19        | Eliminated | Eliminated | 2:21.182 | 20    |
| Наталія Войтущишин                   | одномісні сани (жінки)    | 49.133    | 29        | 46.736    | 17        | 47.290    | 17        | Eliminated | Eliminated | 2:23.159 | 25    |

Естафета змішаних команд
| Спортсмен                                                             | Дисципліна | 1-й заїзд | 1-й заїзд | 2-й заїзд | 2-й заїзд | 3-й заїзд | 3-й заїзд | Сума     | Сума  |
| Спортсмен                                                             | Дисципліна | Час       | Місце     | Час       | Місце     | Час       | Місце     | Час      | Місце |
| --------------------------------------------------------------------- | ---------- | --------- | --------- | --------- | --------- | --------- | --------- | -------- | ----- |
| Єва Кульс-Кусик Мацей Куровський Войцех Хмілевський Якуб Ковалевський | Естафета   | 47.711    | 10        | 49.134    | 8         | 49.568    | 9         | 2:26.413 | 8     |

## Сноубординг
Паралельний слалом
| Спортсмен             | Дисципліна                    | Кваліфікація    | Кваліфікація    | 1/8 фіналу                  | Чвертьфінал     | Півфінал        | Фінал / БМ      | Фінал / БМ      |
| Спортсмен             | Дисципліна                    | Час             | Місце           | Суперник Час                | Суперник Час    | Суперник Час    | Суперник Час    | Місце           |
| --------------------- | ----------------------------- | --------------- | --------------- | --------------------------- | --------------- | --------------- | --------------- | --------------- |
| Оскар Квятковський    | Гігантський слалом (чоловіки) | 1:25.72         | 13 Q            | Сильвен Дюфур (FRA) L +0.10 | не пройшов      | не пройшов      | не пройшов      | не пройшов      |
| Вероніка Бєла-Новачик | Гігантський слалом (жінки)    | 1:35.92         | 24              | не пройшла                  | не пройшла      | не пройшла      | не пройшла      | не пройшла      |
| Александра Круль      | Гігантський слалом (жінки)    | 1:33.13         | 10 Q            | Жюлі Цогг (SUI) L +0.70     | Did not advance | Did not advance | Did not advance | Did not advance |
| Кароліна Штокфіш      | Гігантський слалом (жінки)    | дискваліфікація | дискваліфікація | не пройшла                  | не пройшла      | не пройшла      | не пройшла      | не пройшла      |

Сноубордкрос
| Спортсмени       | Дисципліна              | Посів   | Посів   | Посів   | Посів   | Посів     | Посів | 1/8     | Чвертьфінал | Півфінал   | Фінал      | Фінал      |
| Спортсмени       | Дисципліна              | Заїзд 1 | Заїзд 1 | Заїзд 2 | Заїзд 2 | Найкращий | Посів | 1/8     | Чвертьфінал | Півфінал   | Фінал      | Фінал      |
| Спортсмени       | Дисципліна              | Час     | Місце   | Час     | Місце   | Найкращий | Посів | Позиція | Позиція     | Позиція    | Позиція    | Місце      |
| ---------------- | ----------------------- | ------- | ------- | ------- | ------- | --------- | ----- | ------- | ----------- | ---------- | ---------- | ---------- |
| Матеуш Лігоцький | сноубордкрос (чоловіки) | 1:19.48 | 37      | 1:19.22 | 13      | 1:19.22   | 39    | 3       | 5           | не пройшов | не пройшов | не пройшов |
| Зузанна Смикала  | сноубордкрос (жінки)    | 1:23.41 | 22      | 1:23.44 | 9       | 1:23.41   | 23    | Н/Д     | 5           | не пройшла | не пройшла | не пройшла |

## Стрибки з трампліна
| Спортсмен                                         | Дисципліна                          | Кваліфікація | Кваліфікація | Кваліфікація | Перший раунд | Перший раунд | Перший раунд | Фінал      | Фінал      | Фінал      | Загалом    | Загалом    |
| Спортсмен                                         | Дисципліна                          | Відстань     | Бали         | Місце        | Відстань     | Бали         | Місце        | Відстань   | Бали       | Місце      | Бали       | Місце      |
| ------------------------------------------------- | ----------------------------------- | ------------ | ------------ | ------------ | ------------ | ------------ | ------------ | ---------- | ---------- | ---------- | ---------- | ---------- |
| Стефан Гуля                                       | Нормальний трамплін                 | 100.5        | 122.7        | 9 Q          | 111.0        | 131.8        | 1 Q          | 105.5      | 117.0      | 11         | 248.8      | 5          |
| Мацей Кот                                         | Нормальний трамплін                 | 99.0         | 122.0        | 11 Q         | 99.0         | 109.6        | 20 Q         | 102.0      | 107.4      | 19         | 217.0      | 19         |
| Давід Кубацький                                   | Нормальний трамплін                 | 104.5        | 129.6        | 3 Q          | 88.0         | 92.0         | 35           | не пройшов | не пройшов | не пройшов | не пройшов | не пройшов |
| Каміль Стох                                       | Нормальний трамплін                 | 104.0        | 131.7        | 2 Q          | 106.5        | 125.9        | 2 Q          | 105.5      | 123.4      | 6          | 249.3      | 4          |
| Стефан Гуля                                       | Великий трамплін                    | 127.0        | 110.4        | 18 Q         | 132.0        | 131.2        | 12 Q         | 129.5      | 122.2      | 16         | 253.4      | 15         |
| Мацей Кот                                         | Великий трамплін                    | 138.0        | 124.8        | 8 Q          | 128.5        | 124.2        | 17 Q         | 129.5      | 120.4      | 18         | 244.6      | 19         |
| Давід Кубацький                                   | Великий трамплін                    | 127.0        | 114.7        | 14 Q         | 134.5        | 137.4        | 5 Q          | 126.0      | 120.6      | 17         | 258.0      | 10         |
| Каміль Стох                                       | Великий трамплін                    | 131.5        | 125.6        | 7 Q          | 135.0        | 143.8        | 1 Q          | 136.5      | 141.9      | 3          | 285.7      | 1          |
| Мацей Кот Стефан Гуля Давід Кубацький Каміль Стох | Великий трамплін, командна першість | Н/Д          | Н/Д          | Н/Д          | 537.0        | 540.9        | 3 Q          | 536.0      | 531.5      | 3          | 1072.4     | 3          |

## Фігурне катання
| Спортсмен                       | Дисципліна     | КП/КТ | КП/КТ | ДП/ДТ | ДП/ДТ | Загалом | Загалом |
| Спортсмен                       | Дисципліна     | Бали  | Місце | Бали  | Місце | Бали    | Місце   |
| ------------------------------- | -------------- | ----- | ----- | ----- | ----- | ------- | ------- |
| Наталія Калішек Максим Сподирєв | Танці на льоду | 66.06 | 14 Q  | 95.29 | 15    | 161.35  | 14      |

## Фристайл
Скікрос
| Спосртсмени               | Дисципліна      | Посів         | Посів         | 1/16          | Чвертьфінал   | Півфінал      | Фінал         | Фінал         |
| Спосртсмени               | Дисципліна      | Час           | Місце         | Позиція       | Позиція       | Позиція       | Позиція       | Місце         |
| ------------------------- | --------------- | ------------- | ------------- | ------------- | ------------- | ------------- | ------------- | ------------- |
| Кароліна Рімен-Жеребецька | скікрос (жінки) | не стартувала | не стартувала | не стартувала | не стартувала | не стартувала | не стартувала | не стартувала |

## Шорт-трек
| Спортсмен             | Дисципліна      | Попередній заїзд | Попередній заїзд | Чвертьфінал | Чвертьфінал | Півфінал   | Півфінал   | Фінал      | Фінал      |
| Спортсмен             | Дисципліна      | Час              | Місце            | Час         | Місце       | Час        | Місце      | Час        | Місце      |
| --------------------- | --------------- | ---------------- | ---------------- | ----------- | ----------- | ---------- | ---------- | ---------- | ---------- |
| Бартош Конопко        | 500 м, чоловіки | 41.039           | 2 Q              | 1:10.996    | 5           | не пройшов | не пройшов | не пройшов | не пройшов |
| Наталія Малішевська   | 500 м, жінки    | 43.725           | 2 Q              | 43.384      | 3           | не пройшла | не пройшла | не пройшла | не пройшла |
| Магдалена Варакомська | 500 м, жінки    | 44.311           | 4                | не пройшла  | не пройшла  | не пройшла | не пройшла | не пройшла | не пройшла |
| Магдалена Варакомська | 1000 м, жінки   | 1:31.259         | 2 Q              | 1:31.698    | 3           | не пройшла | не пройшла | не пройшла | не пройшла |
| Магдалена Варакомська | 1500 м, жінки   | 2:23.693         | 4                | Н/Д         | Н/Д         | не пройшла | не пройшла | не пройшла | не пройшла |